# Capture the Flag
Capture the Flag (prevedeno na srpskom jeziku osvoj zastavicu) je najčešće mod igre u FPS video igrama. Cilj ovog moda je ukrasti protivničku zastavicu te je doneti do svoje zastavice. Ako to igrač uspe, dobija bod. Pobednik je onaj koji do određenog vremenskog roka skupi veći broj zastavica ili do određenog broja zastavica, tj. koji prvi tim skupi određen broj zastavica, pobednik je.